# Pilatus PC-21
Пилатус PC-21 (англ. Pilatus PC-21) — швейцарский двухместный учебный низкоплан с турбовинтовым двигателем, разработанный авиастроительной компанией «Pilatus Aircraft».

## История создания
Разработка самолёта началась в январе 1999 года. Первый прототип был выпущен 30 апреля 2002 года в коммуне Штанс, Швейцария и 1 июля того же года прототип совершил первый полёт. Второй прототип поднялся в воздух 21 июля 2004 года.

## Эксплуатация
В апреле 2008 года в авиации ВВС Швейцарии заказали 4 самолёта, а в декабре 2010 года был сделан заказ ещё на 2 самолёта.

## Тактико-технические характеристики
Источник данных: 

Технические характеристики
- Экипаж: 2
- Длина: 11,2 м
- Размах крыла: 9,1 м
- Высота: 3,75 м
- Площадь крыла: 15,22 м2
- Масса пустого: 2270 кг
- Максимальная взлётная масса: 3100 кг или 4250 кг в зависимости от модификации
- Силовая установка: 1 ×  Pratt & Whitney Canada PT6A-68B

Лётные характеристики
- Максимальная скорость: 685 км/ч
- Скорость сваливания: 170 км/ч
- Практическая дальность: 1333 км
- Практический потолок: 11580 м
- Скороподъёмность: 1219 м/мин
- Нагрузка на крыло: 208 кг/м2

## На вооружении

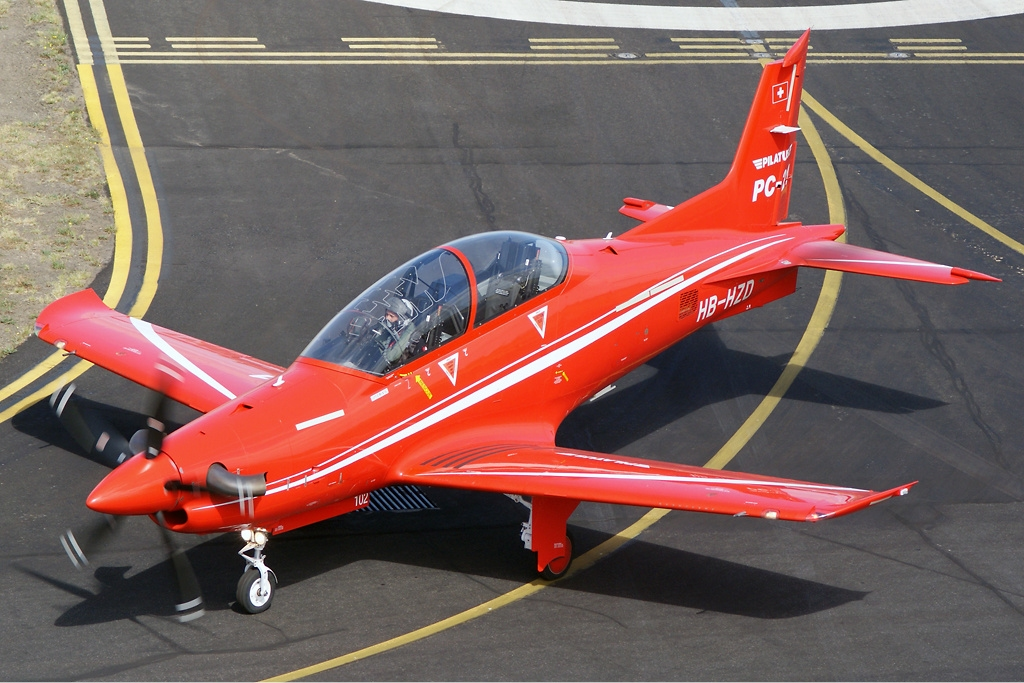
PC-21

- Швейцария — 8 PC-21 по состоянию на 2024 год[4]
- Испания — 24 PC-21 по состоянию на 2024 год[5]
- Сингапур — 19 PC-21, по состоянию на 2012 год[6]
- ОАЭ — 25 PC-21, по состоянию на 2012 год[7]
- Саудовская Аравия — заказано 55 PC-21, по состоянию на май 2012 года[8]
- Катар — заказано 24 PC-21, по состоянию на июль 2012 года[2]
- Франция — 17 РС-21 по состоянию на 2024 год[9]
- Австралия- заказано 49 РС-21  в 2012году до конца 2017 года [10]
- Иордания - 8 РС-21 на 2016 год [11]